# فيوتشي
فيوتشي (بالفرنسية: Feuchy)‏ هي بلدية تقع في إقليم باد كاليه من منطقة نور با دو كاليه في شمال فرنسا. تبلغ مساحة هذه المدينة 5.45 (كم²)، وترتفع عن سطح البحر 65 م، يبلغ عدد سكانها 1165 نسمة حسب إحصاء المعهد الوطني للإحصاء والدراسات الاقتصادية سنة 2009 م. وترأس Michaël Machan البلدية خلال فترة (2008-2014).